# Venezuelablomstickare
Venezuelablomstickare (Diglossa venezuelensis) är en fågel i familjen tangaror inom ordningen tättingar.

## Utseende
Venezuelablomstickaren är en 13,5 cm lång mörk fågel med den för släktet typiska uppböjda och krokförsedda näbben. Hanen är svart med små vita tofsar på flankerna. Honan är olivbrun ovan med olivgult huvud och beigebrun undersida. Den enda sympatriska blomstickaren är rostblomstickaren, vars hona liknar venezuelablomstickarens hona, men är mindre och saknar vitt på flankerna.

## Utbredning och systematik
Fågeln förekommer i bergstrakter i nordöstra Venezuela (nordvästra Monagas och södra Sucre). Den behandlas som monotypisk, det vill säga att den inte delas in i några underarter.

## Status
IUCN kategoriserar arten som starkt hotad.